# 酸素カプセル

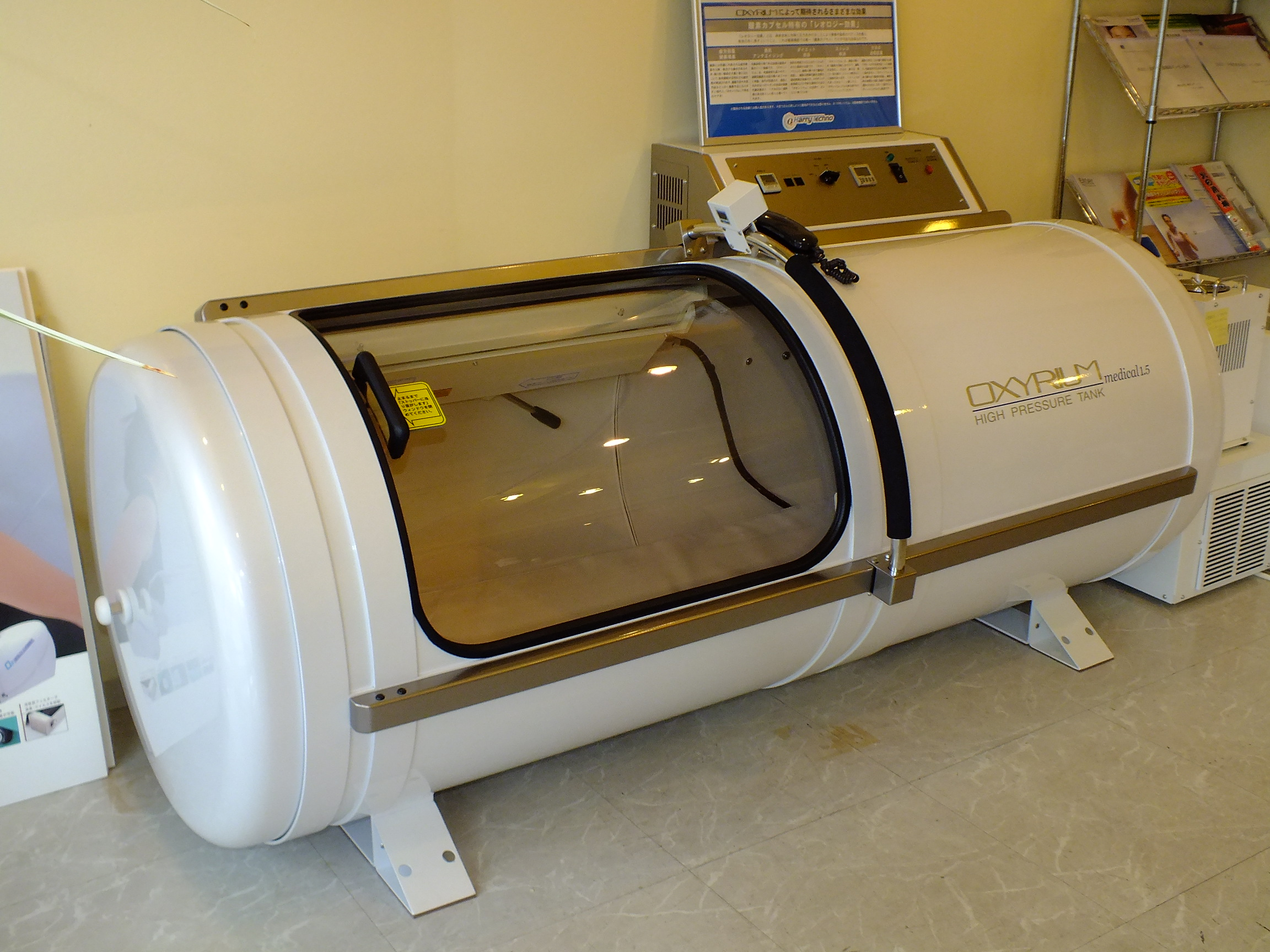
医科・鍼灸接骨院向け酸素カプセル（1.5気圧で使用可能。神戸メディケア製、OXYRIM Medical1.5）

酸素カプセル（さんそカプセル）とは、カプセルの内部の気圧を標準気圧以上にする加圧装置を備えた健康機器。高圧酸素カプセル、高気圧酸素カプセルとも。
酸素カプセルはもともと、無重力の環境に滞在する宇宙飛行士の健康管理や体力の維持の目的で研究・開発された。日本における酸素カプセル研究の第一人者である石原昭彦は、気圧だけでなく酸素の濃度も上げる酸素カプセルを使用する場合、糖尿病などの生活習慣病患者において代謝の回復が見られ、高い治療効果が得られるとしている。

## 概要

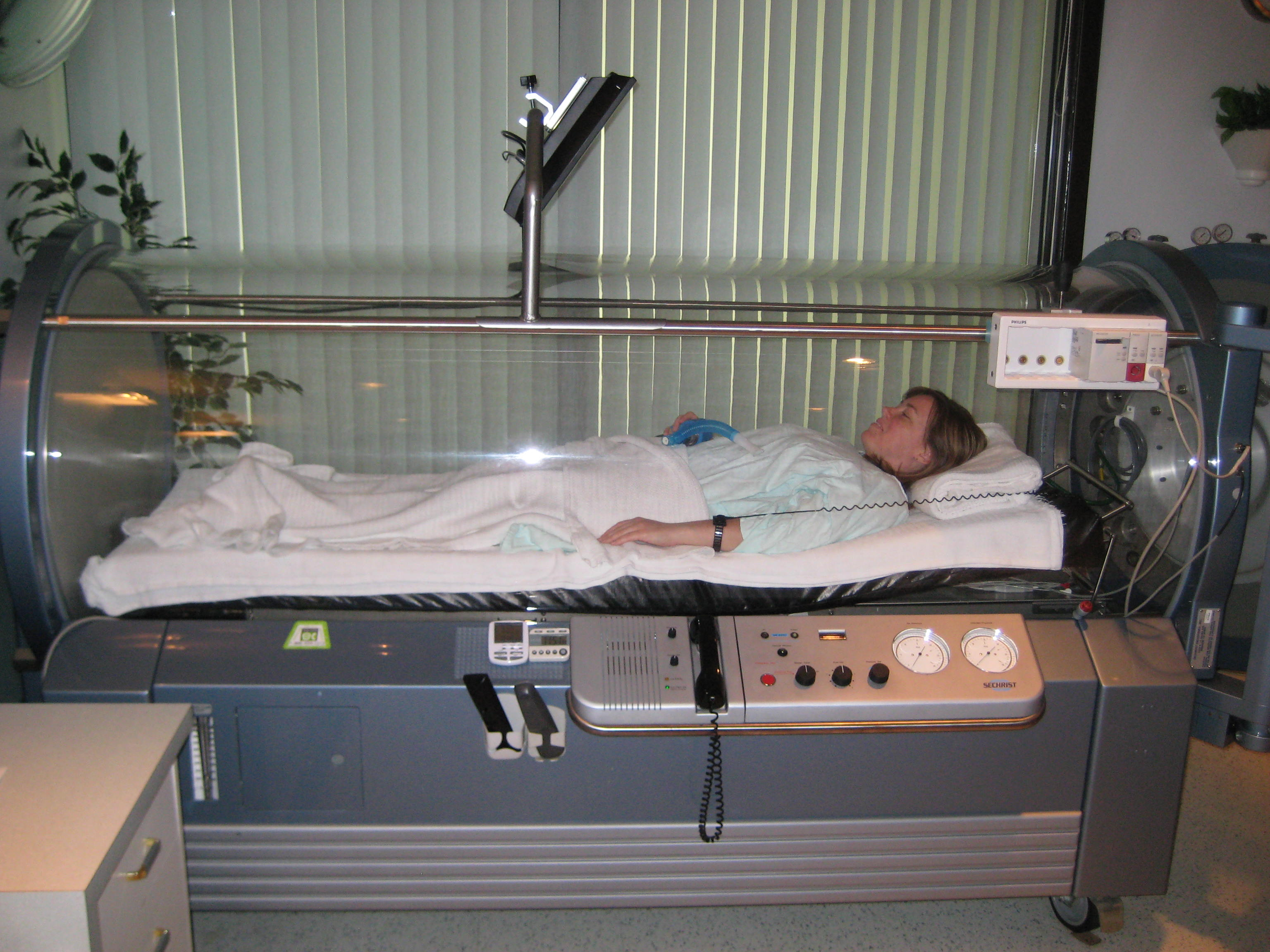
カナダの病院で使用されている高圧酸素カプセル

人間1人分のスペースのカプセルの内部に入り密閉を行い、加圧装置によって内部の気圧が標準気圧以上の、1.1-1.5気圧程度に加圧される仕組みの健康機器。
機種によっては酸素濃縮機を備え、地球の大気に含まれる酸素の割合よりも酸素の比率の多い気体（空気）を内部に充填するタイプの機器もある。加圧された内部環境で横になって休息することで、上昇した酸素分圧を背景に肺胞から酸素を取り入れる効率を向上させるといわれ、疲労回復や血行促進に効果があるとされる。通常より血液中に酸素が溶けやすくなる現象を溶解型酸素の増加と表現する媒体もある。
現在日本国内で販売される健康機器としての酸素カプセルにおいては、安全上、実際に内部に充満する空気の酸素含有量が30%を超える機種は無い。カプセルの素材や剛性によって、「ハード型酸素カプセル」（金属製または樹脂製）と「ソフト型酸素カプセル」（特殊布製）に分類される。ソフト型は折りたたんで持ち運べることから、アスリートが大会などに持参するケースがある。これに対し、ハード型は主に業務用に使用されるために剛性が要求されるうえ、耳抜き支援システムやエアコン、テレビ、音響機器といった付加機能を追加することで快適性を高め、一般に価格はソフト型の約2倍ほどである。
当初は大きなスポーツイベントの都度、活躍した選手の「秘密兵器」としてマスコミに取り上げられたり、水泳、サッカー選手 や陸上競技選手に愛好家が多いことから一般に認知されるようになった。こうしたためか、2012年度には岩盤浴、フットケア、ゲルマニウム温浴など19項目のメニューについて、20代から30代の女性に対する聞き取り調査では体験してみたいメニュー第1位に選ばれた。ただし、酸素カプセルは体感度は弱く短時間カプセルに入っただけでは、具体的な変化は分かりにくいという。

### 生活習慣病の改善
京都大学人間・環境学研究科神経科学研究室の石原昭彦教授により、酸素の濃度も上げるタイプの酸素カプセルでは、神経、遺伝、アレルギーに関係する疾患には効果が認められないものの、糖尿病など生活習慣病では、筋肉などの代謝が低下しているため、酸素を身体に取り込むことで代謝がよくなり、改善効果が確認されている。動物実験で糖尿病を抑制・改善できたほか、疲労、血行障害、肩こり、手足のしびれに効果が確認された。また、スポーツ選手や慢性的に酸素不足の人には定期的に使用することを推奨している。使用時間は1日60分程度が最良としている。

### その他の効果
疲労回復、動脈硬化、難聴、メニエール症候群、糖尿病性壊疽、心筋梗塞、頭部外傷、ベル麻痺、偏頭痛、骨折、褥瘡、レオロジー効果によるアンチエイジング、コラーゲンの合成や新陳代謝の高まりによる美肌効果、脂肪分解酵素のリパーゼの働きの高まりによるダイエット、ストレス解消、炎症を起こした組織の修復には多くの酸素が消費されることから、十分な酸素の供給によるけがの治療促進効果、記憶力・集中力向上、二日酔い、時差ボケ、ボケ防止などに効果があるとする病院もある。近年ではビスホスホネート製剤の副作用による顎の骨の壊死の新たな治療法の一つとして検討されている。

## 作用と副作用
水深3メートルの潜水を行った場合に身体に受ける圧力と同等の加圧によって、健常人に健康被害が起きることはないが、中耳の内圧を外部の気圧と平衡させる行為が必要になる。「耳抜き」と呼ばれ、スクーバダイビングにも必要な、耳管に通気をする技術である。酸素カプセルの内部で行う「耳抜き」は、顎を動かすか、唾液を飲み込むだけで簡単に行える人がほとんどであるが、個人差により、鼻をつまんで息を鼻腔内に入れるバルサルバ法という「耳抜き」のコツを要する場合がある。

## 歴史

### 日本
- デビッド・ベッカム（サッカーイングランド代表）が2002年W杯直前に骨折し、出場は無理だと言われていたが、酸素カプセルを骨折の治療に使って復活を遂げたことが話題になり、「ベッカム（酸素）カプセル」と呼ばれるようになった[8]。また、同時に「高濃度酸素部屋」を利用していたという説もある[9][10]。アスリートが治療や疲労回復のために用いるのが主流だったが、専門サロンなどが開店し、一般人も利用するようになった。
- 2006年には、斎藤佑樹投手が甲子園で活躍したころにこの健康機器を使用していたことが話題となったことで、2006年から2007年にかけてブームとなり市場が一気に拡大し、多くのメーカーが参入した[2]。
- 2008年の北京オリンピックでは、大会の直前に酸素カプセルがドーピングに当たるとの懸念から日本は自粛したが、後に他国では疲労回復目的に使用されていたことが判明した。この件では、WADAが酸素カプセルはドーピングにあたらないとの判断を示している[2]。
- 2012年7月のロンドンオリンピックでは、マルチ・サポートハウスへの酸素カプセルの持ち込みが初めて許可され、ナショナルチームが選手のコンディション作りの目的で使用した[2][11]。